# Spaccio Giannoni
Spaccio Giannoni es una curazia situada en el castello (municipio) de Domagnano (San Marino).